# 슈테판 오르테가
슈테판 오르테가 모레노(독일어: Stefan Ortega Moreno, 1992년 11월 6일 ~ )는 독일의 축구 선수로 포지션은 골키퍼이다. 현재 잉글랜드 프리미어리그의 맨체스터 시티에서 활동하고 있다.

## 출전 통계
| 클럽                | 시즌    | 출전 |
| ------------------- | ------- | ---- |
| 아르미니아 빌레펠트 | 2010-11 | 6    |
| 아르미니아 빌레펠트 | 2011-12 | 20   |
| 아르미니아 빌레펠트 | 2012-13 | 1    |
| 아르미니아 빌레펠트 | 2013-14 | 18   |
| 아르미니아 빌레펠트 | 합계    | 39   |
| 1860 뮌헨           | 2014-15 | 22   |
| 1860 뮌헨           | 2015-16 | 18   |
| 1860 뮌헨           | 2016-17 | 26   |
| 1860 뮌헨           | 합계    | 66   |
| 아르미니아 빌레펠트 | 2017-18 | 35   |
| 아르미니아 빌레펠트 | 2018-19 | 31   |
| 아르미니아 빌레펠트 | 2019-20 | 36   |
| 아르미니아 빌레펠트 | 2020-21 | 35   |
| 아르미니아 빌레펠트 | 2021-22 | 35   |
| 아르미니아 빌레펠트 | 합계    | 172  |
| 맨체스터 시티       | 2022-23 | 14   |
| 맨체스터 시티       | 2023-24 | 20   |
| 맨체스터 시티       | 2024-25 | 8    |
| 맨체스터 시티       | 합계    | 42   |

## 수상

#### 아르미니아 빌레펠트
- 2. 분데스리가 : 2019-20

#### 맨체스터 시티
- 프리미어리그 : 2022-23, 2023-24
- FA컵 : 2022-23
- UEFA 챔피언스리그 : 2022-23
- UEFA 슈퍼컵 : 2023
- FIFA 클럽 월드컵 : 2023
- FA 커뮤니티쉴드 : 2024